# Eins zu Eins
Eins zu Eins. Der Talk ist eine Talkshow des Bayerischen Rundfunks. Sie wird seit 2008 Sonntag bis Freitag von 16.05 bis 17.00 Uhr im Radioprogramm Bayern 2 ausgestrahlt.

## Konzept
Im Mittelpunkt jeder Einzelsendung stehen in das Studio eingeladene Einzelpersonen, die im Rahmen biographischer Interviews ihre Lebensgeschichte, Erfahrungen oder persönliches Engagement schildern.
Neben bekannten Persönlichkeiten aus Wissenschaft, Kultur und Politik kommen auch Unbekannte zu Wort, die eine ungewöhnliche Lebensgeschichte aufweisen können.
Die 55 Minuten Sendezeit werden durch drei Musiktitel gegliedert, zwischen denen sich vier rund zehn Minuten lange Interview-Teile befinden.

## Podcast und Internet
Die Sendung steht auch als Podcast zum Abruf oder zum Abonnieren via iTunes bereit.